# Bruinrugtrogon
De bruinrugtrogon (Harpactes orrhophaeus)  is een vogelsoort uit de familie Trogons (Trogonidae).

## Verspreiding en leefgebied
Deze soort komt voor op Malakka, Sumatra en Borneo en telt twee ondersoorten:
- H. o. orrhophaeus: Malakka en Sumatra.
- H. o. vidua: Borneo.

## Status
De grootte van de populatie is niet gekwantificeerd maar de soort wordt omschreven als zeldzaam. Op de Rode lijst van de IUCN heeft deze soort de status kwetsbaar.